# Максименко, Сергей Афанасьевич
Сергей Афанасьевич Максименко (род. 13 августа 1954, Кривичи, Мядельский район, Минская область) — белорусский физик, доктор физико-математических наук (1996), профессор (2014), директор НИИ ЯП БГУ (с 2013 по настоящее время).

## Биография
Родился 13 августа 1954 года в г.п. Кривичи Мядельского района Минской области.
В 1976 г. окончил физический факультет Белорусского государственного университета. В 1977 г., после года работы в ИТМО АН БССР, поступил в аспирантуру БГУ. В 1980—1986 гг. работал в НИИ прикладных физических проблем БГУ. Со дня основания в 1986 г. и по настоящее время работает в НИИ ядерных проблем БГУ (НИИ ЯП БГУ), где прошел путь от научного сотрудника до директора. В 2000—2005 гг. возглавлял Главное управление науки БГУ, являлся заместителем проректора по научной работе БГУ. В 1988 г. защитил диссертацию на соискание ученой степени кандидата физико-математических наук, а в 1996 г. — на соискание ученой степени доктора физико-математических наук по специальности 01.04.02 — теоретическая физика, тема диссертации «Распространение волн и волновых пакетов в периодических и диспергирующих средах». В 2004—2008 годах и с 2013 года по нынешнее время является членом общего собрания НАН Беларуси. В 2008—2019 годах являлся членом экспертного совета ВАК РБ. Награждён почётной грамотой ВАК РБ (2019).

## Научная деятельность
Максименко С. А. — физик-теоретик в области электромагнетизма и физики взаимодействия электромагнитного излучения с твёрдым телом. Как ученый-физик профессор С. А. Максименко хорошо известен в СНГ и странах дальнего зарубежья. Работы С. А. Максименко опубликованы в авторитетных международных изданиях. Список публикаций С. А. Максименко в себя включает более за 280 наименований, его индекс Хирша составляет 40 по SCOPUS, что является одним из самых высоких значений среди ученых-физиков Беларуси.
С. А. Максименко является председателем подразделения Белорусского физического общества, членом Европейского общества материаловедов (EMRS), Международного общества оптических инженеров (SPIE), заместителем главного редактора международного научного журнала «Journal of Nanophotonics». Член Межведомственного координационного совета по развитию наноиндустрии в РБ. Член Научного совета Объединенного института ядерных исследований (Дубна, ОИЯИ). Неоднократно выступал со приглашёнными докладами на крупных международных конференциях, является членом оргкомитетов ряда международных конференций и сопредседателем конференций «Нанотрубки и нанопровода» (США, 2003) и «Наномоделирование» (США, 2004, 2006), председателем конференций «Фундаментальный и прикладной наноэлектромагнетизм» FANEM (Минск, 2012, 2015 и 2018), а также XIV Международной школы-конференции «Актуальные проблемы физики микромира» (2018). В 2005—2010 гг. С. А. Максименко является членом научных советов по ГПНИ «Нанотех» и «Электроника», а в нынешнее время — ГПНИ «Конвергенция», а также экспертом совета фонда «Сколково» и международной программы Евросоюза «Горизонт 2020».
Работы С. А. Максименко заслужили широкое международное признание, они опубликованные в таких авторитетных физических журналах, как Physical Review Letters, Physical Review, Applied Physics Letters и др. С. А. Максименко руководил и принимал участие в выполнении ряда международных проектов в рамках программ INTAS, BMBF, SfP, DFG, МНТЦ, FP7, «Horizon 2020». Под его руководством налажено сотрудничество с Техническим университетом Берлина, Университетом г. Намюр (Бельгия), Институтом неорганической химии и Институтом катализа имени Г. К. Борескова СО РАН. За вклад в развитие наноэлектромагнетизма С. А. Максименко первым из белорусских ученых избран почетным членом Международного сообщества оптических инженеров (SPIE Fellow), Являлся координатором проекта 7РП Евросоюза, директором проекта МНТЦ, был руководителем белорусской команды — единственной в СНГ — в европейском мегасайнс проекте «Graphene Flagship».
Начиная с середины 1990-х годов С. А. Максименко в соавторстве с сотрудниками лаборатории электродинамики неоднородных сред, белорусскими и иностранными исследователями выполнил пионерские работе в отрасли моделирования электронного переноса и оптических процессов в наноструктурах и, в частности, в углеродных нанотрубках и полупроводниковых гетероструктурах на основе квантовых точек. Благодаря работам коллектива, который возглавляет С. А. Максименко, создано совместно с Г. Я. Слепяном и быстро развивается новое научное направление — наноэлектромагнетизм, объединяющее методы и подходы классической электродинамики и радиофизики с современной квантовой физикой конденсированного состояния и физической электроникой. Такой синтез обеспечивает возглавляемому С. А. Максименко коллективу пионерские результаты в исследовании электромагнитного отклика наноструктур и, одновременно, обеспечивает создание эффективных средств освоения терагерцового и дальнего инфракрасного диапазонов для радиотехнических приложений. Под его руководством защищённый три кандидатские диссертации и одна докторская (М. В. Шуба).

## Публикации
- G. Ya. Slepyan, S. A. Maksimenko, A. Lakhtakia, O. Yevtushenko,A. V. Gusakov. Electrodynamics of carbon nanotubes: Dynamic conductivity, impedance boundary conditions, and surface wave propagation. Phys. Rev. B 60, 17136, 1999
- James A Schwarz, Cristian I Contescu, Karol Putyera. Dekker encyclopedia of nanoscience and nanotechnology Vol. 5, CRS press, 2004
- G Ya Slepyan, MV Shuba, SA Maksimenko, A Lakhtakia. Theory of optical scattering by achiral carbon nanotubes and their potential as optical nanoantennas. Phys. Rev. B 73, 195416, 2006
- G. Ya. Slepyan, S. A. Maksimenko, V. P. Kalosha, J. Herrmann, E. E. B. Campbell, I. V. Hertel. Highly efficient high-order harmonic generation by metallic carbon nanotubes Phys. Rev. A 60, R777(R), 1999
- G. Ya. Slepyan, M. V. Shuba, S. A. Maksimenko, C. Thomsen, and A. Lakhtakia. Terahertz conductivity peak in composite materials containing carbon nanotubes: Theory and interpretation of experiment. Phys. Rev. B 81, 205423, 2010

## Награды
- Почётная грамота Национального собрания Республики Беларусь (2001),
- Почётного звание «Заслуженный работник БГУ» (2010)[15],
- Премия БГУ имени академика А. Н. Севченко (2011) за достижении в научно-исследовательской работе[16],
- Почётная грамота Совета Министров Республики Беларусь (2011),
- Благодарность Премьер-министра Республики Беларусь (2016)[17],
- Почётная грамота ВАК РБ (2019),
- Медаль Франциска Скорины (2020)[18],
- Заслуженный деятель науки Республики Беларусь (2025)[19].